# 三河區

三河區（英語：Three Rivers）是英國東英格蘭赫特福德郡的一個行政區。當地的地方立法機構是三河區議會，位於里克曼沃斯。三河區成立於1974年4月1日，由里克曼沃斯都市區、喬利伍德都市區和部分沃特福德農村區合併而成。區名取自於當地的Chess河、Gade河和Colne河三條河流。